# Bangangté
Bangangté (franska: Banganté) är en ort i Kamerun.   Den ligger i regionen Västra regionen, i den västra delen av landet, 180 km nordväst om huvudstaden Yaoundé. Bangangté ligger 1 337 meter över havet och antalet invånare är 65 385.
Terrängen runt Bangangté är huvudsakligen kuperad, men den allra närmaste omgivningen är platt. Terrängen runt Bangangté sluttar österut. Trakten runt Bangangté är ganska tätbefolkad, med 139 invånare per kvadratkilometer. Bangangté är det största samhället i trakten. Trakten runt Bangangté är huvudsakligen savannskog.